# ماريا غوميز كاربونيل
ماريا غوميز كاربونيل هي محامية كوبية، ولدت في 29 يونيو 1903، وتوفيت في 24 مايو 1988.